# 28 brumaire
28 vendémiaire 28 frimaire
L'octidi 28 brumaire, officiellement dénommé jour du coing, est le 58e jour de l'année du calendrier républicain.
C'était généralement le 18e jour du mois de novembre dans le calendrier grégorien.